# Elecciones municipales de Tambopata de 2022
Las elecciones municipales de Tambopata de 2022 se llevaron a cabo el 2 de octubre de 2022 para elegir al alcalde y al Concejo Provincial de Tambopata para el periodo 2023-2026. La elección se celebró simultáneamente con elecciones regionales y municipales (provinciales y distritales) en todo el Perú.

## Sistema electoral
La Municipalidad Provincial de Tambopata es el órgano administrativo y de gobierno de la provincia de Tambopata. Está compuesta por el alcalde y el Concejo Provincial.
La votación del alcalde y el concejo se realiza en base al sufragio universal, que comprende a todos los ciudadanos nacionales mayores de dieciocho años, empadronados y residentes en la provincia de Tambopata y en pleno goce de sus derechos políticos, así como a los ciudadanos no nacionales residentes y empadronados en la provincia de Tambopata. No hay reelección inmediata de alcaldes.
El Concejo Provincial de Tambopata está compuesto por 11 regidores elegidos por sufragio directo para un período de cuatro (4) años, en forma conjunta con la elección del alcalde (quien lo preside). La votación es por lista cerrada y bloqueada. Se asigna a la lista ganadora los escaños según el método d'Hondt o la mitad más uno, lo que más le favorezca.

## Composición del Concejo Provincial de Tambopata
La siguiente tabla muestra la composición del Concejo Provincial de Tambopata antes de las elecciones.
| Partidos | Partidos                                     | Regidores |
| -------- | -------------------------------------------- | --------- |
|          | Movimiento Regional Fuerza por Madre de Dios | 7         |
|          | Alianza para el Progreso                     | 1         |
|          | Somos Perú                                   | 1         |
|          | Acción Popular                               | 1         |
|          | Perú Patria Segura                           | 1         |

## Elecciones internas
Los partidos políticos realizaron la convocatoria a elecciones internas (15–22 de enero de 2022) para definir a los candidatos de sus organizaciones en listas cerradas y bloqueadas. Se someten a elección las candidaturas a:
- Alcaldía Provincial de Tambopata (1 candidatura).
- Concejo Provincial de Tambopata (11 candidaturas).
- Alcaldías distritales de Tambopata (3 candidaturas).
- Concejos distritales de Tambopata (15 candidaturas).

Existen dos modalidades para la organización de las elecciones internas:
- Modalidad de elección directa: con voto universal, libre, voluntario, igual, directo y secreto de los afiliados. Fue la modalidad utilizada por Alianza para el Progreso,[5] Somos Perú[6] y Acción Popular.[7] Las elecciones se realizaron el 15 de mayo de 2022.
- Modalidad de delegados: a través de delegados previamente elegidos mediante voto universal, libre, voluntario, igual, directo y secreto de los afiliados. Fue la modalidad utilizada por Movimiento Regional Fuerza por Madre de Dios,[8] Perú Libre,[9] Avanza País,[10] Movimiento Independiente Amor por Madre de Dios,[8] Podemos Perú[11] y Renovación Popular.[12] Las elecciones se realizaron el 22 de mayo de 2022.

## Partidos y candidatos
A continuación se muestra una lista de los principales partidos y alianzas electorales que participaron en las elecciones:
| Candidatura | Candidatura | Partidos y alianzas                                           | Candidatos | Candidatos               | Ideología                                                           | Resultado previo | Resultado previo | Ref. |
| Candidatura | Candidatura | Partidos y alianzas                                           | Candidatos | Candidatos               | Ideología                                                           | Votos (%)        | Reg.             | Ref. |
| ----------- | ----------- | ------------------------------------------------------------- | ---------- | ------------------------ | ------------------------------------------------------------------- | ---------------- | ---------------- | ---- |
|             | FMDD        | Lista - Movimiento Regional Fuerza por Madre de Dios (FMDD)   |            | Wilian Quispe Layme      | Regionalismo madrediosense                                          | 25.20%           | 7                |      |
|             | APP         | Lista - Alianza para el Progreso (APP)                        |            | Nils Ruiz Silva          | Liberalismo económico Conservadurismo liberal Populismo de derecha  | 15.23%           | 1                |      |
|             | SP          | Lista - Somos Perú (SP)                                       |            | Juan Mamani Murrieta     | Democracia cristiana Conservadurismo social                         | 11.63%           | 1                |      |
|             | PL          | Lista - Perú Libre (PL)                                       |            | Gerson Rivasplata Flores | Socialismo del siglo XXI Marxismo-leninismo Mariateguismo           | 5.22%            | 0                |      |
|             | AvP         | Lista - Avanza País (AvP)                                     |            | Luis Bocángel Ramírez    | Conservadurismo liberal Liberalismo clásico                         | 4.52%            | 0                |      |
|             | PP          | Lista - Podemos Perú (PP)                                     |            | Elvis Cutipa Pari        | Conservadurismo social Populismo Nacionalismo                       | Nuevo            | Nuevo            |      |
|             | RP          | Lista - Renovación Popular (RP)                               |            | Álvaro Gutiérrez Vela    | Ultraconservadurismo Fundamentalismo cristiano Populismo de derecha | Nuevo            | Nuevo            |      |
|             | AMD         | Lista - Movimiento Independiente Amor por Madre de Dios (AMD) |            | María Miranda Balarezo   | Regionalismo madrediosense                                          | Nuevo            | Nuevo            |      |

## Sondeos de opinión
Las siguientes tablas enumeran las estimaciones de la intención de voto en orden cronológico inverso, mostrando las más recientes primero y utilizando las fechas en las que se realizó el trabajo de campo de la encuesta. Cuando se desconocen las fechas del trabajo de campo, se proporciona la fecha de publicación.
Leyenda:
     Sondeo realizado en el periodo de prohibición legal de la difusión de sondeos de intención de voto.

### Intención de voto
La siguiente tabla enumera las estimaciones ponderadas (sin incluir votos en blanco y nulos) de la intención de voto.
|                                |            |   |      |      |      |     |      |     |  |  |  |
| Elecciones municipales de 2022 | 2 oct 2022 | — | 30.0 | 29.0 | 13.5 | 9.0 | 6.4  | 1.0 |  |  |  |
|                                |            |   |      |      |      |     |      |     |  |  |  |
| Ipsos Perú/América             | 2 oct 2022 | ? | 31.0 | 29.7 | 12.3 | 8.4 | –    | 1.3 |  |  |  |
| Ipsos Perú/América             | 2 oct 2022 | ? | 27.0 | 30.6 | 12.6 | –   | 10.2 | 3.6 |  |  |  |

## Resultados

### Sumario general
|                                                                                                 |                                                       |              |              |              |           |           |
| Partidos y coaliciones                                                                          | Partidos y coaliciones                                | Voto popular | Voto popular | Voto popular | Regidores | Regidores |
| Partidos y coaliciones                                                                          | Partidos y coaliciones                                | Votos        | %            | +/−          | Total     | +/−       |
|                                                                                                 | Avanza País (AvP)                                     | 19,139       | 29.99        | +25.47       | 7         | +7        |
|                                                                                                 | Movimiento Independiente Amor por Madre de Dios (AMD) | 18,484       | 28.97        | n/a          | 3         | +3        |
|                                                                                                 | Movimiento Regional Fuerza por Madre de Dios (FMDD)   | 8,608        | 13.49        | –11.71       | 1         | –6        |
|                                                                                                 | Perú Libre (PL)1                                      | 5,757        | 9.02         | +3.80        | 0         | ±0        |
|                                                                                                 | Podemos Perú (PP)                                     | 4,105        | 6.43         | Nuevo        | 0         | ±0        |
|                                                                                                 | Alianza para el Progreso (APP)                        | 3,752        | 5.88         | –9.35        | 0         | –1        |
|                                                                                                 | Renovación Popular (RP)                               | 2,057        | 3.22         | Nuevo        | 0         | ±0        |
|                                                                                                 | Somos Perú (SP)                                       | 1,910        | 2.99         | –8.64        | 0         | –1        |
|                                                                                                 |                                                       |              |              |              |           |           |
| Total                                                                                           | Total                                                 | 63,812       |              |              | 11        | ±0        |
|                                                                                                 |                                                       |              |              |              |           |           |
| Votos válidos                                                                                   | Votos válidos                                         | 63,812       | 85.05        | +2.65        |           |           |
| Votos en blanco                                                                                 | Votos en blanco                                       | 6,167        | 8.22         | +1.54        |           |           |
| Votos nulos                                                                                     | Votos nulos                                           | 5,049        | 6.73         | –4.19        |           |           |
| Votos emitidos                                                                                  | Votos emitidos                                        | 75,028       | 74.41        | –3.45        |           |           |
| Abstenciones                                                                                    | Abstenciones                                          | 25,801       | 25.59        | +3.45        |           |           |
| Votantes registrados                                                                            | Votantes registrados                                  | 100,829      |              |              |           |           |
|                                                                                                 |                                                       |              |              |              |           |           |
| Fuente:                                                                                         |                                                       |              |              |              |           |           |
| Notas al pie: 1 Comparado con los resultados de Perú Libertario (PL) en las elecciones de 2018. |                                                       |              |              |              |           |           |
| Notas al pie:                                                                                   |                                                       |              |              |              |           |           |
| 1 Comparado con los resultados de Perú Libertario (PL) en las elecciones de 2018.               |                                                       |              |              |              |           |           |

### Concejo Provincial de Tambopata
| Cargo                            | Autoridad electa             | Partido político | Partido político                                |
| -------------------------------- | ---------------------------- | ---------------- | ----------------------------------------------- |
| Alcalde Provincial de Tambopata  | Luis Bocángel Ramírez        |                  | Avanza País                                     |
| Regidora Provincial de Tambopata | Gudelia Rueda Vera           |                  | Avanza País                                     |
| Regidor Provincial de Tambopata  | Aquilino Pinares Valverde    |                  | Avanza País                                     |
| Regidora Provincial de Tambopata | Ruth Sayhua Mamani           |                  | Avanza País                                     |
| Regidor Provincial de Tambopata  | Alfredo Herrera Quispe       |                  | Avanza País                                     |
| Regidora Provincial de Tambopata | Isabeau Romero Horna         |                  | Avanza País                                     |
| Regidor Provincial de Tambopata  | Marco Mercado Apaza          |                  | Avanza País                                     |
| Regidora Provincial de Tambopata | Nieves Checca Cuchuyrumi     |                  | Avanza País                                     |
| Regidor Provincial de Tambopata  | John Mc Donald Medina Vargas |                  | Movimiento Independiente Amor por Madre de Dios |
| Regidora Provincial de Tambopata | Yessica Villanueva Alanya    |                  | Movimiento Independiente Amor por Madre de Dios |
| Regidor Provincial de Tambopata  | Alexis Rojas Cutipa          |                  | Movimiento Independiente Amor por Madre de Dios |
| Regidor Provincial de Tambopata  | Ramiro Durán Carrasco        |                  | Movimiento Regional Fuerza por Madre de Dios    |

## Elecciones municipales distritales

### Sumario general
| Partidos y coaliciones                                                                          | Partidos y coaliciones                                | Voto popular | Voto popular | Voto popular | Alcaldías | Alcaldías |
| Partidos y coaliciones                                                                          | Partidos y coaliciones                                | Votos        | %            | +/−          | Total     | +/−       |
| ----------------------------------------------------------------------------------------------- | ----------------------------------------------------- | ------------ | ------------ | ------------ | --------- | --------- |
|                                                                                                 | Avanza País (AvP)                                     | 4,173        | 29.14        | +23.79       | 2         | +2        |
|                                                                                                 | Alianza Libertad Madrediosense (ALM)                  | 2,653        | 18.53        | Nuevo        | 1         | +1        |
|                                                                                                 | Alianza para el Progreso (APP)                        | 2,035        | 14.21        | –9.27        | 0         | –1        |
|                                                                                                 | Movimiento Regional Fuerza por Madre de Dios (FMDD)   | 1,314        | 9.18         | –5.84        | 0         | –2        |
|                                                                                                 | Movimiento Independiente Amor por Madre de Dios (AMD) | 1,242        | 8.67         | n/a          | 0         | ±0        |
|                                                                                                 | Podemos Perú (PP)                                     | 1,116        | 7.79         | Nuevo        | 0         | ±0        |
|                                                                                                 | Acción Popular (AP)                                   | 874          | 6.10         | +2.00        | 0         | ±0        |
|                                                                                                 | Perú Libre (PL)1                                      | 681          | 4.76         | +3.13        | 0         | ±0        |
|                                                                                                 | Somos Perú (SP)                                       | 233          | 1.63         | –11.48       | 0         | ±0        |
|                                                                                                 |                                                       |              |              |              |           |           |
| Total                                                                                           | Total                                                 | 14,321       |              |              | 3         | ±0        |
|                                                                                                 |                                                       |              |              |              |           |           |
| Votos válidos                                                                                   | Votos válidos                                         | 14,321       | 78.16        | +1.60        |           |           |
| Votos en blanco                                                                                 | Votos en blanco                                       | 2,871        | 15.67        | –0.88        |           |           |
| Votos nulos                                                                                     | Votos nulos                                           | 1,130        | 6.17         | –0.73        |           |           |
| Votos emitidos                                                                                  | Votos emitidos                                        | 18,322       | 72.24        | –5.48        |           |           |
| Abstenciones                                                                                    | Abstenciones                                          | 7,042        | 27.76        | +5.48        |           |           |
| Votantes registrados                                                                            | Votantes registrados                                  | 25,364       |              |              |           |           |
|                                                                                                 |                                                       |              |              |              |           |           |
| Fuente:                                                                                         |                                                       |              |              |              |           |           |
| Notas al pie: 1 Comparado con los resultados de Perú Libertario (PL) en las elecciones de 2018. |                                                       |              |              |              |           |           |
| Notas al pie:                                                                                   |                                                       |              |              |              |           |           |
| 1 Comparado con los resultados de Perú Libertario (PL) en las elecciones de 2018.               |                                                       |              |              |              |           |           |

### Resultados por distrito
La siguiente tabla enumera el control de los distritos de la provincia de Tambopata. El cambio de mando de una organización política se resalta del color de ese partido.
| Distrito    | Alcalde(sa) titular      | Partido político | Partido político         | Alcalde(sa) electo(a)      | Partido político | Partido político               |
| ----------- | ------------------------ | ---------------- | ------------------------ | -------------------------- | ---------------- | ------------------------------ |
| Inambari    | Wuillton Camala Lisarazo |                  | Alianza para el Progreso | Juan Tovar Fanola          |                  | Avanza País                    |
| Laberinto   | Inka Pachacútec Huillca  |                  | Fuerza por Madre de Dios | Julio Luna Pérez           |                  | Avanza País                    |
| Las Piedras | Jony Portocarrero López  |                  | Fuerza por Madre de Dios | Richard Chacacanta Estrada |                  | Alianza Libertad Madrediosense |